# Джордан, Майкл
Майкл Дже́ффри Джо́рдан (англ. Michael Jeffrey Jordan; род. 17 февраля 1963[…], Бруклин, Нью-Йорк[…]) — американский баскетболист, бывший игрок НБА. Лучший баскетболист в истории (по версии экспертов ESPN). Играл на позиции атакующего защитника. Джордан сыграл важную роль в популяризации баскетбола и НБА во всём мире в 1980-х и 1990-х годах. Двукратный олимпийский чемпион.
После начала карьеры в команде Университета Северной Каролины (1982—1984), с которой он выиграл чемпионат NCAA 1982 года, Джордан присоединился к команде «Чикаго Буллз» в 1984 году. За феноменальную прыгучесть Майкл получил прозвища «Воздушный Джордан» (англ. Air Jordan) и «Его Воздушество» (англ. His Airness). Он также считается одним из лучших защитников в истории баскетбола. В 1991 году он выиграл свой первый чемпионат НБА с «Буллз», в 1992 и 1993 годах повторил этот успех. После гибели отца в начале сезона 1993/94 Джордан внезапно ушёл из баскетбола и попытался сделать карьеру в бейсболе. В 1995 году он вернулся на площадку и помог «Буллз» завоевать ещё три титула (1996, 1997 и 1998), попутно установив вместе с командой рекорд НБА на тот момент по количеству выигранных матчей в течение регулярного сезона — 72 победы (сезон 1995/96). Во второй раз Джордан завершил карьеру в 1999 году, но вернулся ещё на два сезона в 2001 году в качестве игрока «Вашингтон Уизардс».
В 1984 году Джордан заключил рекламный контракт с фирмой Nike, которая специально для Майкла разработала кроссовки Air Jordan. Проект был настолько успешен, что впоследствии Air Jordan стали самостоятельным брендом. Джордан сыграл самого себя в художественном фильме «Космический джем» (1996). Входит в руководящий состав компании Oakley Inc. Сейчас является основным владельцем, а также руководителем по баскетбольным операциям клуба «Шарлотт Хорнетс». В феврале 2010 года выиграл торги на право выкупить контрольный пакет акций команды у основного владельца Роберта Л. Джонсона. Таким образом, Майкл стал первым игроком ассоциации, владеющим клубом НБА. Майкл Джордан стал первым спортсменом-миллиардером, и его состояние составляет около 1 млрд долларов.
По рейтингу Forbes Майкл Джордан — самый высокооплачиваемый спортсмен за всю историю. Если перевести все заработанные им деньги в доллары по курсу 2017 года, получится $1,85 млрд. Помимо зарплаты и многочисленных премий, немалую часть своего состояния Джордан получил благодаря рекламным контрактам.

## Биография

### Детство
Родители Майкла, Джеймс Джордан и Делорис Пиплс, познакомились в 1956 году после баскетбольного матча в Уоллесе (штат Северная Каролина). Джеймс в то время служил в ВВС США, а Делорис училась в Университете Таскиги, вскоре они поженились. Родители Майкла были среднего роста и не отличались спортивным телосложением.
Майкл Джордан родился 17 февраля 1963 года в Бруклине (Нью-Йорк), где его отец обучался в училище компании General Electric. Майкл был четвёртым из пяти детей: у него два старших брата, Ларри и Джеймс-младший, старшая сестра Делорис и младшая сестра Розлин. Вскоре после рождения Майкла семья переехала в Уоллес, где его отец работал оператором погрузчика на заводе, а мать была банковским клерком. В 1970 году Джорданы переехали в более крупный город Уилмингтон, где вырос Джеймс. Родители Майкла получили повышение на работе: Джеймс стал начальником цеха и главой отдела оборудования на заводе, а Делорис возглавила в банке отдел по связям с потребителями. Семья стала обеспеченной и смогла позволить себе новый дом на побережье. В то время как все его братья и сёстры после школы подрабатывали и помогали родителям по хозяйству, Майкл был весьма ленив, не хотел работать и как мог увиливал от домашних обязанностей. В средней школе он не особенно старался, имел проблемы с дисциплиной.
Джордан занимался многими видами спорта, но больше всего любил бейсбол и мечтал в будущем стать профессиональным питчером. В этом виде спорта Майкл на детском уровне добился некоторых успехов — в 12 лет он со своей командой дошёл до финала чемпионата младшей лиги, позже стал чемпионом штата и был признан лучшим игроком чемпионата. Позже Майкл серьёзно увлёкся баскетболом, самой популярной игрой у местной чернокожей молодёжи. Хотя Джордан и не отличался высоким ростом и мощным телосложением, он тренировал прыжок, чтобы компенсировать эти недостатки. Постоянным партнёром Майкла был его старший брат Ларри, с которым они часто играли друг против друга на площадке за домом.

### Старшая школа Эмсли Лэйни
В девятом классе Джордан уже был неплохим баскетболистом. Хотя ему всё ещё не хватало роста (к лету 1978 года он составлял 175 см), Майкл отличался высокой скоростью и усердием. Он пытался попасть в баскетбольную команду старшей школы Эмсли Лэйни, но тренер, высоко оценив игровые качества Джордана, всё же предпочёл формировать команду из ребят постарше и покрепче. Непопадание в команду очень сильно огорчило Майкла и, чтобы показать тренеру его ошибку, он стал выкладываться на полную силу на матчах младшей школьной команды. Играя на позиции разыгрывающего защитника, Джордан демонстрировал высокий уровень игры и в среднем набирал 28 очков. Всё последующее лето он усиленно тренировался и вырос на 10 см. В десятом классе Майкл также поиграл за школьную команду по американскому футболу, участвовал в соревнованиях по лёгкой атлетике, а также играл в бейсбол.
Хотя Майкл плохо учился в средней школе и даже сбегал с уроков, чтобы поиграть в баскетбол, в старшей школе он взялся за учёбу и поднял свой средний балл. Особенно хорошо ему давалась математика и другие точные науки.
В одиннадцатом классе Майкла, подросшего до 186 см, наконец, взяли в школьную баскетбольную команду, где под 45-м номером играл его брат Ларри. Майкл взял себе 23-й номер, объяснив свой выбор желанием стать хотя бы наполовину таким же хорошим спортсменом, как его брат. Под этим номером он играл на протяжении почти всей своей карьеры. Джордан, заняв позицию тяжёлого форварда, удачно вписался в команду и набирал в среднем 20,8 очка за игру. Он постоянно работал над собой и тренировался каждое утро перед школой. Во время первого сезона в школьной команде Джордан был мало известен среди селекционеров и журналистов: он даже не попал в список 300 самых перспективных баскетболистов среди американских школьников 1980 года. Однако летом того же года он побывал на сборах в Университете Северной Каролины в Чапел-Хилл и произвёл неизгладимое впечатление на тренерский штаб университетской команды во главе с Дином Смитом.
Майкл после школы хотел поступить в Калифорнийский университет в Лос-Анджелесе (баскетбольная команда этого университета чаще всех выигрывала чемпионат NCAA), но оттуда ему предложений не поступало. Джордана звали к себе университеты Южной Каролины и Мэриленда, но наиболее активными были тренеры Университета Северной Каролины, которые осенью 1980 года приехали к Джорданам, чтобы уговорить Майкла выбрать их вуз. Семье Джорданов понравился этот вариант, особенно с учётом того, что в этот же университет собиралась поступать и младшая сестра Майкла, Розлин. В ноябре 1980 года Майкл определился с выбором и написал письмо о намерении поступать в Университет Северной Каролины в Чапел-Хилл.
Заранее решив вопрос с продолжением обучения, Джордан провёл великолепный последний сезон в школьной лиге. В среднем за игру он делал трипл-дабл: набирал 29,2 очка, делал 11,6 подбора и 10,1 передачи. Его команда завершила сезон с 19 победами при 4 поражениях, хотя и не попала на чемпионат штата. Сам Майкл был приглашён в Вашингтон для участия в матче звёзд американской школьной лиги, в котором он сыграл очень удачно, набрав 30 очков.

### Университет Северной Каролины

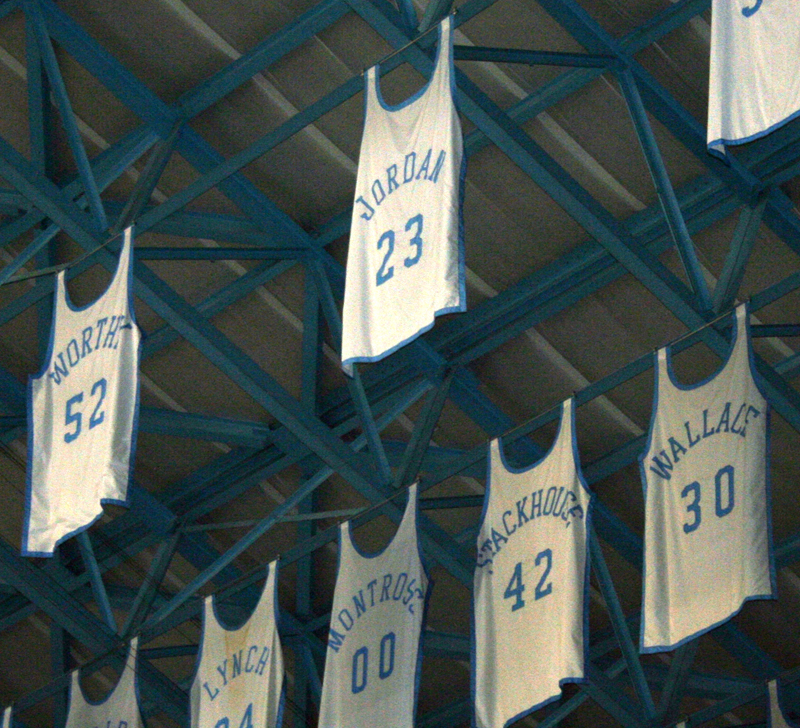
Майка Майкла Джордана под сводами Центра Дина Смита

Летом 1981 года Майкл Джордан поступил в Университет Северной Каролины в Чапел-Хилл, предоставивший ему спортивную стипендию. Своим основным предметом он выбрал географию. Соседом Джордана по комнате был Базз Питерсон, талантливый местный баскетболист, которого Майкл хорошо знал по играм школьного чемпионата. Баскетбольная команда Университета Северной Каролины, «Тар Хилс», под руководством тренера Дина Смита была одной из сильнейших в США, шесть раз она играла в финале четырёх студенческого чемпионата NCAA, а в сезоне 1980/81 дошла до финала чемпионата. У команды был великолепный состав, помимо Джордана включавший будущих звёзд НБА Сэма Перкинса и Джеймса Уорти. Дин Смит всегда делал ставку на командную игру, в которой даже самый звёздный игрок должен был жертвовать собственной индивидуальностью ради успеха команды.
Джордан поначалу нервничал в новой для себя обстановке, в команде, где его партнёрами были игроки гораздо более высокого уровня по сравнению со школой. Смит стал наигрывать Майкла на позиции атакующего защитника с акцентом на оборону, что было непривычно для Джордана, привыкшего играть нацеленным на атаку форвардом. Тем не менее, Майклу очень скоро удалось освоиться в новой для себя роли, хорошо проявить себя в тренировочных играх, и в начале сезона 1981/82 Смит поставил Джордана в стартовую пятёрку.
Регулярный сезон 1981/82 «Тар Хилс» завершили на первом месте в конференции Атлантического побережья с 32 победами при 2 поражениях. Джордан в среднем за игру набирал 13,4 очков и был признан Лучшим новичком конференции. В полуфинале плей-офф студенческого чемпионата команда из Северной Каролины обыграла сильную команду Университета Хьюстона, в составе которой выделялись Хаким Оладжьювон и Клайд Дрекслер, и вышла в финал, где соперником ей достался Джорджтаунский университет с мощным центровым Патриком Юингом в составе. Джордан стал главным героем финала, когда при равной игре на последних минутах матча дважды выводил свою команду вперёд, причём последний его бросок в прыжке принёс Университету Северной Каролины победные очки и чемпионский титул. Позднее Джордан называл этот бросок поворотным в своей баскетбольной карьере.
За три сезона выступлений в Университете Северной Каролины Джордан в среднем за игру набирал 17,7 очка при 54,0 % реализации бросков, делал 5,0 подборов за игру. Майкла выбрали в первую сборную звёзд NCCA All-American в первый (1983) и второй (1984) сезоны. После завоевания награды Нейсмита и звания Игрок Года в 1984 году Джордан покинул университет Северной Каролины за год до окончания учёбы, чтобы участвовать в драфте НБА 1984 года. Позже Джордан вернулся в этот университет, чтобы получить степень бакалавра в культурной географии в 1986 году.

### Панамериканские игры-1983
Учась в колледже, Джордан стал членом сборной США по баскетболу. На Панамериканских играх 1983 года в Каракасе (Венесуэла) сборную возглавлял тренер Джек Хартман (Университет Канзаса). Команда США, более ориентированная на атаку, хорошо показала себя и в обороне, выиграв все 8 матчей и завоевав золото на третьих Панамериканских играх подряд, а также продлив серию побед сборной США до 28 матчей. Наряду с Джорданом за сборную выступали такие будущие игроки НБА, как Марк Прайс, Крис Маллин, Веймен Тисдейл и Сэм Перкинс. Джордан по ходу турнира набирал в среднем 17,3 очка за игру и был самым результативным игроком команды. Сборная США завоевала путёвку на летние Олимпийские игры 1984 года.

### Олимпийские игры-1984
На летних Олимпийских играх 1984 года в Лос-Анджелесе в составе команды США не было профессионалов из НБА, но её состав впечатляет — Майкл Джордан, Патрик Юинг, Крис Маллин и Сэм Перкинс. Джордан и Юинг были капитанами команды. В первом же матче группового турнира американцы разгромили сборную Китая со счётом 97:49. Во всех 10 матчах были одержаны победы. Джордан стал лидером команды по результативности, набирая в среднем 17,1 очков за игру, и был признан лучшим игроком олимпийского турнира.

### Драфт-1984
19 июня 1984 года на драфте НБА Джордан был выбран командой «Чикаго Буллз» под третьим номером, после Хакима Оладжьювона («Хьюстон Рокетс») и Сэма Боуи («Портленд Трэйл Блэйзерс»). Друг Джордана из команды Северной Каролины, Сэм Перкинс, был выбран четвёртым «Даллас Маверикс». Чарльз Баркли был выбран под пятым номером «Филадельфия-76». Оладжьювон, Джордан и Баркли были среди девяти игроков, не закончивших колледж и выставивших свои кандидатуры на драфте НБА. Драфт 1984 года был признан одним из лучших в истории НБА. Четверо его участников стали членами Зала славы баскетбола, а семь игроков участвовали в Матчах всех звёзд. Вместе с тем было отмечено, что руководство «Блейзерс» совершило серьёзную ошибку, выбрав Сэма Боуи вместо Джордана. Почти всю карьеру Боуи преследовали травмы, и поэтому его выбор под столь высоким номером считается одной из самых крупных неудач в истории драфтов НБА. Джордану предпочли выбрать центрового Боуи, так как в Портленде на позиции атакующего защитника уже играл перспективный Клайд Дрекслер, выбранный на драфте 1983 года.

## Профессиональная карьера

### Первые годы (1984—1987)
В свой первый сезон в НБА Джордан выходил в стартовой пятёрке, набирая по 28,2 очка за игру при 51,5 % реализации бросков. Он быстро стал любимцем болельщиков даже на чужих аренах и спустя всего лишь месяц своей профессиональной карьеры появился на обложке Sports Illustrated с заголовком «Звезда рождается». В 1984 году Майкл Джордан заключил контракт на рекламу баскетбольных кроссовок с компанией Nike. Специально для Майкла были спроектированы чёрно-красные кроссовки Air Jordan в цветах униформы «Чикаго Буллз». 18 октября НБА запретили эти кроссовки из-за агрессивных цветов в оформлении и отсутствия белого. Джордана штрафовали на пять тысяч долларов за каждую игру в них, но Джордан продолжал играть в обуви от Nike — штрафы охотно оплачивала фирма, используя этот факт в продвижении кроссовок. Уже в дебютном сезоне Джордана выбрали в стартовую пятёрку на Матч всех звёзд НБА. Это вызвало недовольство среди ветеранов Лиги, возглавляемых Айзея Томасом — ветераны были расстроены количеством внимания, которое получал Майкл. Это привело к так называемому «вымораживанию» Джордана на площадке, когда игроки отказывались отдавать ему мяч на протяжении всей игры. Джордан, выдержав это давление, по окончании регулярного сезона завоевал звание Новичок года НБА. В первом же своём сезоне Джордан стал третьим по результативности в НБА и вошёл во вторую пятёрку лучших игроков Ассоциации. Во многом благодаря Майклу «Чикаго Буллз», несмотря на 44 поражения при 38 победах, вышли в плей-офф, что им не удавалось в течение трёх лет. Чикаго проиграли в первом раунде плей-офф в четырёх матчах «Милуоки Бакс».
Большую часть второго сезона (64 игры) Джордан пропустил из-за травмы ноги. Несмотря на травму Джордана и результат команды 30-52, «Буллз» снова вышли в плей-офф. Майкл к этому времени восстановился и отлично провёл игры на выбывание. Во втором матче против команды «Бостон Селтикс», состав которой образца 1985/86 часто называют одним из величайших в истории НБА, Джордан установил до сих пор не побитый рекорд по количеству очков, набранных за игру в плей-офф — 63. Несмотря на великолепную игру Майкла, «Селтикс» выиграли серию.
Джордан полностью восстановился к сезону 1986/87, по ходу которого стал одним из самых результативных игроков в истории НБА. При средней результативности 37 очков за игру и 48,2 % реализации бросков, Джордан стал вторым игроком в истории ассоциации, после Уилта Чемберлена, набравшим 3000 очков за сезон. Кроме того, Майкл продемонстрировал свои оборонительные навыки, став первым игроком в истории НБА, сделавшим 200 перехватов и 100 блок-шотов за сезон. Несмотря на эти достижения, титул Самого ценного игрока Лиги достался Мэджику Джонсону из «Лос-Анджелес Лейкерс». «Буллз» одержали 40 побед и вышли в плей-офф в третий раз подряд, однако вновь проиграли «Бостон Селтикс» в первом раунде.

### Середина карьеры: Детройтский барьер (1987—1990)
В сезоне 1987/88 Джордан снова возглавил список лучших бомбардиров Лиги, набирая в среднем 35,0 очков за игру при 53,5 % реализации, и завоевал свой первый титул MVP регулярного сезона. Он также был назван Лучшим оборонительным игроком года, делая 1,6 блок-шотов и 3,16 перехватов в среднем за игру. Регулярный сезон «Буллз» закончили с показателем побед 50-32 и впервые преодолели первый раунд плей-офф, победив «Кливленд Кавальерс» в пяти играх. В следующем раунде «Буллз» проиграли в пяти играх более опытным «Детройт Пистонс», которых возглавлял Айзея Томас. Команду Детройта за атлетизм и грубую манеру игры прозвали «Плохими парнями».
В сезоне 1988/89 Джордан вновь стал лучшим в Лиге по количеству набранных очков за игру — 32,5 при 53,8 % реализации, добавив к своей статистике 8 подборов и 8 передач в среднем за игру. Чикаго закончили сезон с показателем 47-35 и вышли в финал Восточной конференции, победив «Кливленд Кавальерс» и «Нью-Йорк Никс» по пути. Серия с «Кавальерс» примечательна тем, что Джордан забросил победный мяч через Крейга Элло на последних секундах в решающей пятой игре серии. Однако в следующем раунде Детройт снова победил Чикаго, на этот раз в шести играх, используя «правило Джордана» — метод защиты, смысл которого в двойной, а иногда и тройной опеке Майкла, владеющего мячом.
Сезон 1989/90 «Буллз» провели на подъёме: Джордан стал капитаном команды, пришли молодые, быстро прогрессирующие игроки Скотти Пиппен (обменян сразу после драфта из «Сиэтл Суперсоникс») и Хорас Грант, команду возглавил новый тренер — Фил Джексон. Джордан в среднем за игру набирал 33,6 очка при 52,6 % реализации, делал 6,9 подборов и 6,3 передач. Регулярный сезон Чикаго закончили с рекордным показателем побед 55-27. Они снова вышли в финал Восточной конференции, победив по пути «Милуоки Бакс» и «Филадельфию-76». Однако, несмотря на серию уже из семи игр, Чикаго вновь уступили Детройту, третий сезон подряд.

### Первый «три-пит» (1990—1993)
Три-пит (англ. three-peat), от three и repeat — в североамериканском спорте — выигрыш чемпионата три раза подряд.
В сезоне 1990/91 Джордан завоевал свой второй титул MVP регулярного сезона, набирая в среднем 31,5 очков за игру при 53,9 % реализации, сделав 6,0 подборов и 5,5 передач. «Буллз» закончили сезон на первом месте в своём дивизионе впервые за 16 лет, одержав рекордные для клуба 61 победу в регулярном сезоне. Скотти Пиппен вырос до игрока уровня Матча всех звёзд. В плей-офф Чикаго поочерёдно выбили из борьбы «Нью-Йорк Никс» и «Филадельфию-76». Они вышли в финал Восточной конференции, где им вновь противостоял «Детройт Пистонс». Однако, на этот раз, когда «Поршни» использовали «правило Джордана», Майкл преодолевал двойную опеку, делая скидки на партнёров. Неожиданно «Буллз» разгромили «Детройт Пистонс» в четырёх матчах. В конце четвёртой и заключительной игры серии Айзеа Томас увёл свою команду с площадки до окончания матча. Большинство игроков «Пистонс» прошли в раздевалку без традиционного рукопожатия.
В плей-офф «Буллз» одержали рекордные 15 побед при 2 поражениях и впервые в своей истории вышли в финал НБА, где разгромили «Лос-Анджелес Лейкерс» со счётом 4-1. Наиболее известным моментом серии стал эпизод во второй игре, когда, пытаясь забить сверху, Джордан, чтобы избежать блок-шота от Сэма Перкинса, переложил мяч, находясь в воздухе, из правой руки в левую, чтобы заложить в корзину. В своём первом финале Джордан набирал по 31,2 очка в среднем за игру при 56 % реализации, делая 11,4 результативных передач, 6,6 подбора, 2,8 перехвата и 1,4 блок-шота. Джордан выиграл свой первый титул Самого ценного игрока финала НБА, держа кубок НБА, он плакал.
Джордан и «Буллз» доминировали в сезоне 1991/92, установив рекорд по количеству одержанных побед (67-15), улучшив показатель сезона 1990/91. Джордан выиграл свой третий титул MVP подряд с 30,1/6,4/6,1 при 52 % реализации. После победы в изматывающей серии из семи игр против «Нью-Йорк Никс» во втором раунде плей-офф Джордан и Ко обыграли «Кливленд Кавальерс» в финале конференции в 6 играх. В финале «Буллз» ждал Клайд Дрекслер и «Портленд Трэйл Блэйзерс». Средства массовой информации, надеясь восстановить соперничество в духе Меджик-Бёрд, отметили сходство между «Его Воздушеством» Джорданом и «Скользящим» Клайдом в ходе предваряющего Финал ролика. В первой игре Джордан установил рекорд по количеству набранных очков за первую половину матча в финалах — 35 очков, в том числе забив рекордные шесть трёхочковых. После шестого трёхочкового он поглядел в зал, пожимая плечами. Марв Альберт, комментатор игры, позже заявил, что как будто Джордан говорил: «Я не могу поверить, что я это делаю». «Буллз» выиграли в первой игре, а затем выиграли и серию в шести матчах. Джордан был признан MVP финала второй год подряд, набрал 35,8 очка в среднем за игру, сделав 4,8 подбора и 6,5 передачи, при реализации 53 %.
В сезоне 1992/93, несмотря на отличную статистику 32,6/6,7/5,5, Джордан уступил награду MVP регулярного сезона своему другу Чарльзу Баркли. Знаменательно, что Джордан и «Буллз» встретили Баркли и его «Финикс Санз» в финале НБА. «Быки» выиграли третий чемпионат НБА решающим броском Джона Паксона и благодаря блок-шоту Хораса Гранта на последних секундах. Джордан вновь был катализатором атак Чикаго. Он набирал в среднем по 41 очку в шести играх серии и стал первым игроком в истории НБА, завоевавшим титул MVP финала плей-офф в течение трёх лет подряд. Он набирал более 30 очков в каждой игре, в том числе по 40 или более очков в 4 играх подряд. Помимо этого Джордан возглавлял список самых результативных игроков Лиги семь сезонов подряд. Однако нарастающая популярность беспокоила Джордана, а личная жизнь разлаживалась.

### Олимпийские игры-1992
На Олимпийские игры-1992 в Барселону вместе с Майклом Джорданом поехали Ларри Бёрд, Мэджик Джонсон, Чарльз Баркли, Крис Маллин, Патрик Юинг, Клайд Дрекслер, Джон Стоктон и другие звёзды НБА. Сборную США тут же окрестили Dream Team — «командой мечты», и, действительно, такой команды ни до, ни после в мире больше не было. Во всех 8 проведённых матчах американцы неизменно набирали больше ста очков, их тренер Чак Дэйли не взял за весь турнир ни одного тайм-аута, в очередь за автографами американцев после игр выстраивались не только болельщики, но и игроки команды-соперницы. Сборная Литвы в полуфинале была разбита со счётом 127:76, Хорватия в финале — 117:85. Майкл, набирая по 12,7 очков в среднем за игру (четвёртый игрок команды по результативности), выиграл своё второе олимпийское золото. Джордан, Крис Маллин и Патрик Юинг стали единственными баскетболистами сборной США, завоевавшими золотые олимпийские медали и как профессионалы, и как любители (1984 год). На церемонии награждения американской баскетбольной сборной золотыми медалями Олимпиады Майкл Джордан стоял на пьедестале, завернувшись в американский флаг. Причиной этого стал контракт спортсмена с компанией Nike, так как на форме сборной стоял логотип Reebok.

### Азартные игры
Во время плей-офф в 1993 году Джордан был замечен играющим в казино Атлантик-Сити, штат Нью-Джерси в ночь перед игрой против «Нью-Йорк Никс». В этом же году он признал, что проиграл 57 000 долларов в азартные игры, автор Ричард Эскинас написал книгу, в которой утверждал, что он выиграл 1,25 млн долларов у Джордана в гольф. В 2005 году Джордан рассказал ведущему Эду Брэдли в вечернем шоу канала CBS «60 минут» о своей зависимости от азартных игр и признался, что он совершал безрассудные поступки. Майкл заявил: «Да, я попадал в ситуации, которых не избегал — я пытался выйти за границы возможного. Это мания? Да, но это зависит и от того, как вы на это посмотрите. Если вы готовы поставить под угрозу своё существование и вашей семьи, то да». Когда Брэдли спросил его, достигла ли его привязанность к азартным играм уровня, когда под угрозой его существование или существование его семьи, Джордан ответил: «Нет».

### Первое завершение карьеры

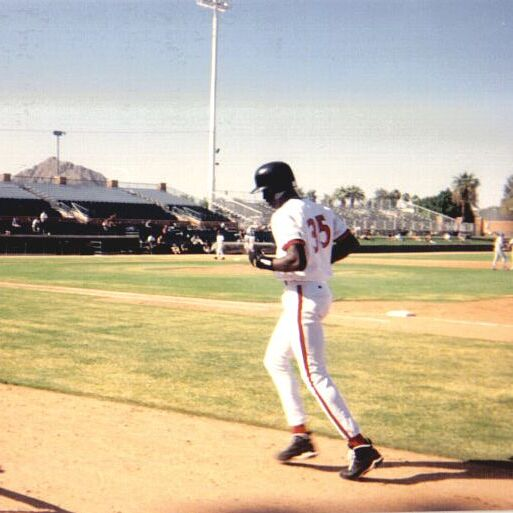
Майкл Джордан в качестве игрока «Скоттсдейл Скорпионз».

6 октября 1993 года Джордан объявил о своём уходе, сославшись на потерю интереса к баскетболу. Позже Майкл заявил, что убийство его отца в этом году лишь подтолкнуло к этому решению. Джеймс Р. Джордан-старший был убит 23 июля 1993 года (через месяц с небольшим после победы его сына в финале) в зоне для отдыха на шоссе в Ламбертон, Северная Каролина, двумя подростками, Даниэлем Грином (англ. Daniel Green) и Ларри Мартином Демери (англ. Larry Martin Demery). Нападавшие были отслежены по звонкам с мобильного телефона Джеймса Джордана, пойманы, осуждены и приговорены к пожизненному тюремному заключению. Джордан был близок к отцу в детстве и даже подражал его склонности высовывать язык при работе. Позднее высунутый язык стал его визитной карточкой, он делал так каждый раз, когда атаковал кольцо. В 1996 году он основал детский клуб «Chicago Boys & Girls» и посвятил его своему отцу.
В автобиографии 1998 года «За любовь к игре» Джордан напишет, что он готовился к завершению карьеры уже летом 1992 года. Истощённый играми за Дрим Тим на Олимпийских играх 1992 года, Джордан потерял интерес к игре, и его постоянно беспокоил статус знаменитости. Заявление Джордана повергло в шок НБА и появилось на первых страницах газет всего мира.
31 марта 1994 года Джордан удивил спортивный мир, подписав договор с «Чикаго Уайт Сокс». Джордан заявил, что он решил осуществить мечту своего покойного отца, который видел в своём сыне игрока бейсбольной лиги. Команда «Уайт Сокс» принадлежала владельцу «Буллз» Райнсдорфу Джерри, который платил Джордану в течение его бейсбольной карьеры по контракту НБА. В течение короткой профессиональной карьеры в бейсболе Джордан выступал за «Бирмингем Баронс» (фарм-команда «Чикаго Уайт Сокс»), а также играл за «Скоттсдейл Скорпионз» в 1994 году. Средний процент отбивания у Джордана во время его выступлений за «Бирмингем Баронс» составлял 20,2 %. В этом же году вышло два полудокументальных фильма «Michael Jordan`s Playground» и «Come fly with me».

### «Я вернулся»: возвращение в НБА
Сезон 1993/94 «Чикаго Буллз» в отсутствие Джордана закончили с показателями 55-27, проиграв «Нью-Йорк Никс» во втором раунде плей-офф. В сезоне 1994/95 «Буллз» были бледной тенью команды двухгодичной давности. В середине сезона «Быки» боролись лишь за попадание в плей-офф, в середине марта показатели команды были 31-31. Однако команда переродилась, когда Джордан решил вернуться в НБА в составе «Чикаго».
18 марта 1995 года Джордан объявил о своём возвращении в НБА кратким заявлением: «Я вернулся». На следующий день Джордан надел майку номер 45 (его номер с Баронами), так как 23 номер был выведен из обращения в его честь. В первой игре против «Индиана Пэйсерс» в Индианаполисе он набрал 19 очков. Матч получил самый высокий телевизионный рейтинг среди игр регулярного сезона НБА с 1975 года.
Хотя Джордан и пропустил полтора года, играл он на прежнем уровне — уже в четвёртой игре после своего возвращения, против «Атланта Хокс», Майкл совершает победный бросок, а в матче против «Никс» в «Медисон-сквер-гардене» 28 марта 1995 года Джордан набрал 55 очков. Усилившись Джорданом, «Буллз» вышли в плей-офф и дошли до полуфинала в Восточной конференции, где встретились с «Орландо Мэджик». В конце первой игры серии игрок Орландо Ник Андерсон выбил мяч у Джордана со спины при броске, позже заметив, что Джордан «не похож на старого Майкла Джордана». Уже в следующей игре Джордан вернул себе старый номер (23), но, несмотря на 31 очко за игру в этой серии, «Орландо» выиграли в шести матчах.

### Второй «три-пит» (1995—1998)

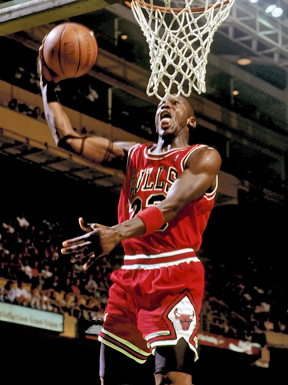
Высунутый язык — фирменный знак Майкла Джордана. Эту привычку Майкл перенял у своего отца Джеймса, а тот унаследовал от деда.

Поражение в плей-офф заставило Джордана серьёзно подготовиться к сезону 1995/96. Состав «Буллз» пополнил специалист по подборам Деннис Родман. С самого начала сезона Чикаго доминировали в лиге (41-3), в конечном счёте закончив регулярный сезон с лучшим на тот момент результатом в истории НБА: 72-10. Джордан стал лидером Лиги по результативности, набирая в среднем 30,4 очка, выиграл звания MVP регулярного сезона и Матча всех звёзд. В плей-офф Чикаго потерпело только три поражения в четырёх сериях, уверенно победив «Сиэтл Суперсоникс» в финале НБА. Джордан был назван MVP финала в рекордный четвёртый раз, опередив Мэджика Джонсона с тремя титулами MVP финалов. Он повторил достижение Уиллиса Рида, который в течение сезона 1969/70 завоевал титулы MVP регулярного сезона, MVP матча всех звёзд, а также MVP финала НБА. Символично, что победа в первом чемпионате после смерти отца была одержана в День отца. Джордан очень эмоционально отреагировал на победу, рыдая на полу раздевалки в обнимку с мячом.
В 1996 году на экраны вышел семейный комедийный фильм «Космический матч» о приключениях Майкла Джордана (фильм известен также под названиями «Космический джем», «Космический баскетбол», «Финт ушами», «Космический затор»).
В сезоне 1996/97 чикагцы упустили возможность одержать 70 побед, проиграв последние два матча на финише сезона и закончив с показателем побед 69-13. В этом году Джордан уступил титул MVP регулярного сезона НБА Карлу Мэлоуну. Команда вновь вышла в финал, где встретилась с «Ютой Джаз». Серия против «Джаз» запомнилась двумя из наиболее памятных моментов в карьере Джордана. Победу в первой игре серии принёс мяч, забитый Джорданом в прыжке вместе с сиреной. В пятой игре, при счёте в серии 2-2, Джордан играл несмотря на лихорадку и обезвоживание желудка из-за вирусного заболевания, в связи с чем матч получил название «грипп-игра». Джордан набрал 38 очков, в том числе забив решающий трёхочковый на последней минуте. «Быки» победили со счётом 90-88, выиграв серию в шести матчах. В пятый раз за время выступлений в финалах Джордан получил награду MVP. В этом сезоне Джордан не получил награду MVP Матча всех звёзд, несмотря на то, что Майкл стал первым игроком, кто сумел сделать трипл-дабл в истории матчей всех звёзд (в 2011 году повторить это достижение смог форвард «Майами Хит» Леброн Джеймс, а в 2012 — Дуэйн Уэйд).
Джордан с «Чикаго» выиграли 62 игры против 20 в сезоне 1997/98. Высокая результативность Джордана — 28,7 очков за игру — обеспечила ему звание MVP регулярного сезона НБА в пятый раз. Майкл был включён в состав сборной всех звёзд НБА, первой сборной звёзд защиты НБА и принял участие в матче всех звёзд НБА. Баскетболисты Чикаго выиграли финал Восточной конференции третий сезон подряд, в финальной серии сыграв изнурительные семь матчей против «Индиана Пэйсерс» во главе с Реджи Миллером, впервые с 1992 года, когда Джордан и К° сыграли серию из 7 игр против «Никс». После победы в финале конференции Чикаго ждал матч-реванш с «Джаз» в борьбе за титул чемпионов НБА.
«Чикаго» вернулись в Юту на шестой матч финала 14 июня 1998 года, выигрывая в серии со счётом 3-2. На последних секундах Джордан выбил мяч из рук Карла Мэлоуна и, пройдя с дриблингом через всю площадку, забил победный бросок. Он обманул финтом Брайна Рассела, так же как и год назад, на последних секундах первого матча финальной серии 97 года между Ютой и Чикаго. Джон Стоктон попробовал спасти матч, но не забил трёхочковый мяч на последней секунде. Майкл Джордан по окончании финала НБА поднял над головой руки, показав на этот раз шесть пальцев — он привёл свою команду к шестому чемпионскому титулу. Этот момент был признан Национальной Баскетбольной Ассоциацией величайшим в её истории плей-офф. Джордан был признан MVP финала, набирая в среднем 33,5 очков за игру. Финал НБА до сих пор считается самым рейтинговым телевизионным событием, а шестая игра собрала максимальную телеаудиторию в истории НБА.

### Второе завершение карьеры

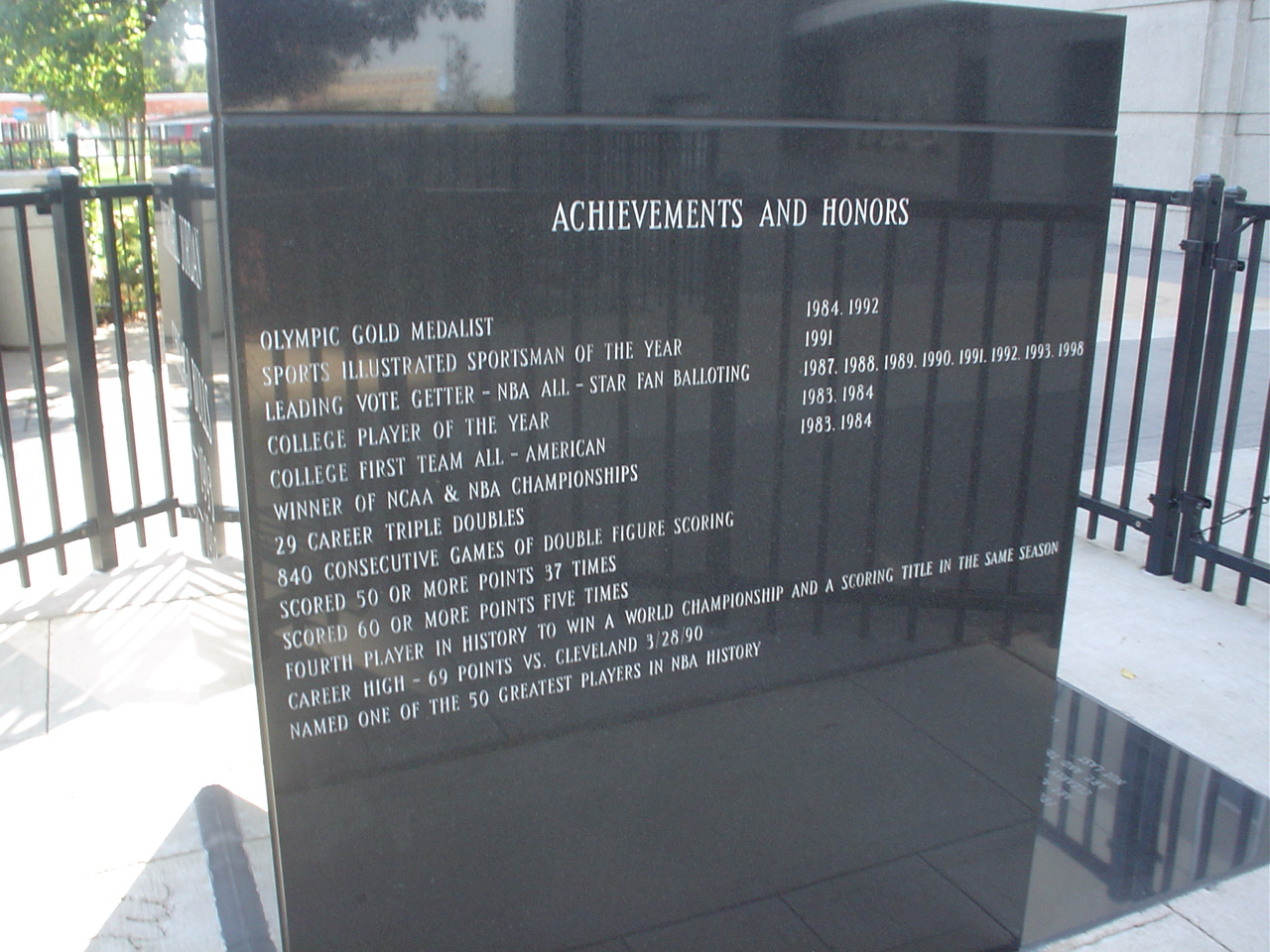
Доска с достижениями Майкла Джордана в United Center.

Перед началом следующего сезона состав «Чикаго» претерпел значительные изменения: закончился договор с Филом Джексоном, Скотти Пиппен заявил о желании сменить команду в течение сезона, а Деннис Родман подписал контракт с «Лос-Анджелес Лейкерс» в качестве свободного агента. Лигу парализовал локаут игроков НБА. В этих обстоятельствах, 13 января 1999 года Джордан завершил карьеру игрока во второй раз.
19 января 2000 года Джордан вернулся в НБА, но уже не в качестве игрока, а как совладелец и генеральный менеджер клуба «Вашингтон Уизардс» по баскетбольным операциям. Ранее он предпринял попытку стать совладельцем «Шарлотт Хорнетс» в качестве полноправного партнёра основателя команды Джорджа Шинна. Однако переговоры зашли в тупик, когда Шинн отказался отдать Джордану полный контроль над баскетбольными операциями.
Обязанности Джордана в Вашингтоне были всеобъемлющими. Он контролировал все аспекты деятельности «Волшебников» по баскетболу, его слово было последним при решении всех кадровых вопросов. Высказывались разные мнения по поводу компетенции Джордана. С одной стороны, ему удалось снизить расходы команды на зарплаты игроков, избавившись от нескольких высокооплачиваемых непопулярных баскетболистов (таких как нападающий Джуван Ховард и разыгрывающий Род Стриклэнд), но при этом он использовал право первого выбора на Драфте 2001 года, чтобы выбрать школьника Кваме Брауна, который не оправдал ожидания и был обменян после четырёх сезонов.
Несмотря на своё утверждение в январе 1999 года, что он был на «99,9 % уверен», что никогда не будет играть, летом 2001 года Джордан выразил заинтересованность в своём возвращении в НБА, но на этот раз с новой командой. Вдохновлённый возвращением в НХЛ своего друга Марио Лемьё предыдущей зимой, Джордан большую часть весны и лета 2001 года упорно тренировался. Майкл провёл несколько закрытых тренировочных лагерей с участием игроков НБА в Чикаго. Кроме того, Джордан назначил на пост главного тренера «Вашингтон Уизардс» своего старого тренера из «Чикаго Буллз» Дага Коллинза. По мнению многих, это назначение предопределило возвращение Джордана.

### Вашингтонское пришествие (2001—2003)
25 сентября 2001 года Джордан объявил о возвращении в профессиональный спорт, сообщив о намерении пожертвовать своей зарплатой игрока на оказание помощи жертвам террористических актов 11 сентября 2001. Сезон 2001/02 выдался неудачным для команды, так как большинство игроков получили травмы, Джордан стал лидером по результативности (22,9), передачам (5,2) и перехватам (1,42). Однако сезон для Джордана завершился вместе с травмой правого колена после 60 игр, меньше игр он сыграл лишь в первом сезоне после своего первого возвращения (1994/95).
Джордан сыграл в 14-м для себя Матче всех звёзд в 2003 году, обойдя Карима Абдул-Джаббара по количеству набранных очков в Матчах всех звёзд. В этом сезоне Джордан был единственным игроком Вашингтона, сыгравшим во всех 82 играх, в том числе 67 игр начиная в стартовой пятёрке. В среднем за игру он набирал 20,0 очков, делал 6,1 подборов, 3,8 результативных передач и 1,5 перехвата за игру. Кроме того, он попадал 45 % с игры и 82 % с линии штрафного броска. По 20 и более очков Джордан набирал 42 раза, 30 или более очков — девять раз, а 40 или более очков — три раза. 21 февраля 2003 года Джордан стал первым 40-летним игроком в истории НБА, набравшим 43 очка за матч. Во время его выступлений за «Уизардс» билеты на все домашние игры в MCI Center были распроданы, и телевизионные трансляции матчей Вашингтона занимали второе место в НБА. Дома посещаемость составила в среднем 20 172 болельщиков, а на выезде — 19 311 и более. Несмотря на это, ни в один из последних двух сезонов в карьере Джордана он не привёл «Волшебников» к плей-офф. Джордан часто был недоволен игрой окружающих, несколько раз он открыто критиковал своих товарищей по команде в СМИ, указывая на отсутствие целеустремлённости и самоотдачи, в частности, он указывал на первого номера Драфта 2001 года, Кваме Брауна.
Сезон 2002/03 стал последним в карьере Джордана. После последней игры на паркете в Чикаго Джордана провожали четырёхминутной овацией стоя. 11 апреля 2003 года «Майами Хит» вывели из обращения майку с номером 23, хотя Джордан никогда не играл за эту команду. Место в стартовой пятёрке Матча всех звёзд 2003 года Джордану предложили Трэйси Макгрейди и Аллен Айверсон, но он отказался. Однако, в конце концов, Майкл согласился выйти в стартовой пятёрке вместо Винса Картера, который уступил своё место под большим давлением общественности.
Последний матч в своей карьере Джордан сыграл 16 апреля 2003 года против «Филадельфии-76». Набрав лишь 13 очков, Джордан ушёл на скамейку за 4 минуты и 13 секунд до конца третьей четверти — команда проигрывала «Филадельфии-76» со счётом 75-56. Сразу после начала четвёртой четверти болельщики в First Union Center начали скандировать «Мы хотим Майкла!» После долгих наставлений тренера Дага Коллинза Джордан, наконец, поднялся со скамьи и вновь вошёл в игру за 2:35 до окончания матча, заменив Ларри Хьюза. За 1:45 до окончания на Джордане умышленно сфолил Эрик Сноу, чтобы позволить Майклу пробить штрафные (оба забросил). После второго броска новобранец Джон Сэлмонс, в свою очередь, был умышленно остановлен с фолом Бобби Симмонсом, для того чтобы Джордан смог вернуться на скамейку. Джордана провожали овацией стоя в течение трёх минут его товарищи по команде, его противники и 21 257 болельщиков. Итог матча — 107-87 в пользу «Филадельфии».

### Характеристика игрока
Джордан играл на позиции атакующего защитника и являлся главным специалистом команды по игре в нападении (как в Чикаго, так и в Вашингтоне). Лидер НБА по количеству очков, набранных в среднем за игру в течение регулярного чемпионата (30,12 очков за игру) и плей-офф (33,4 очков за игру). Его прыгучесть, продемонстрированная на конкурсе по броскам сверху, когда он забил с линии штрафного броска, принесла ему прозвище «Air Jordan» и «его Воздушество». Он также приобрёл репутацию одного из лучших защитников в баскетболе, набирая в среднем 6,2 подбора, 0,8 блок-шотов и 2,4 перехвата за игру на протяжении всей карьеры. Джордан — самый универсальный защитник с отличным баскетбольным интеллектом, он прекрасно умеет бросать по кольцу, делать передачи, играть под щитом, помогать обороне. Обладает неповторимым «взрывным» стилем игры, обусловленным высокой стартовой скоростью и умением изменять в нужный момент темп игры на скорости. Кроме того, Джордана отличает высокий уровень самоотдачи — в ответственных матчах ему практически всегда доверяли право решающего броска. Для удачи во время игр НБА Джордан всегда носил шорты Университета Северной Каролины под формой «Чикаго Буллз».
Джордан был в меру высок (198 см) и безупречно сложен — широкие плечи, тонкая талия и минимум жира. Помимо уникальных физических данных, Майкл обладал неудержимым стремлением к совершенствованию своей игры, спортивным азартом, страстью к победе.
В общении с людьми Майкл всегда прост, доброжелателен, тактичен. Джордан порой проявлял нетерпимость по отношению к товарищам по команде и игрокам команд соперников.

### После окончания спортивной карьеры

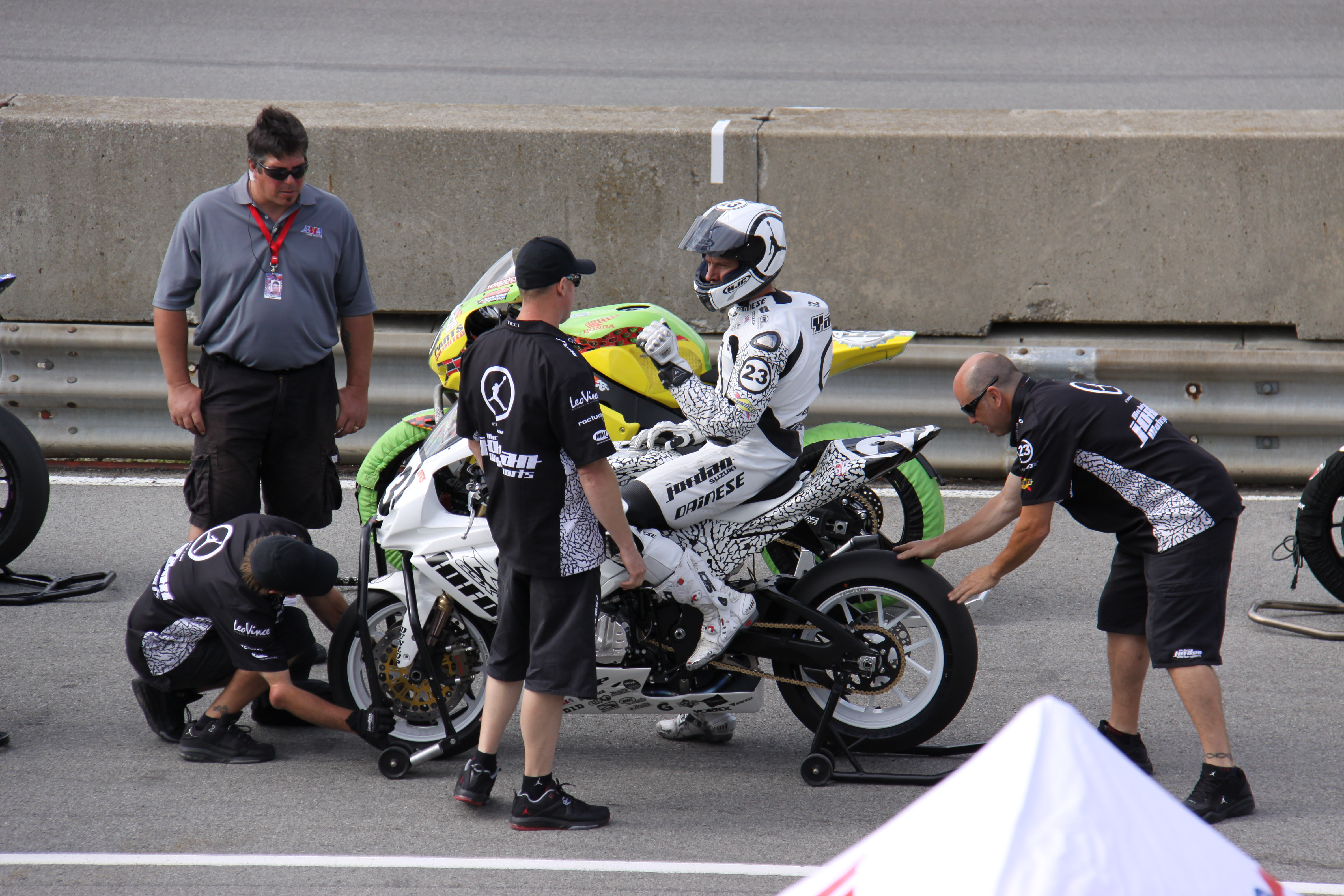
Майкл Джордан, владелец команды «Майкл Джордан Моторспортс».

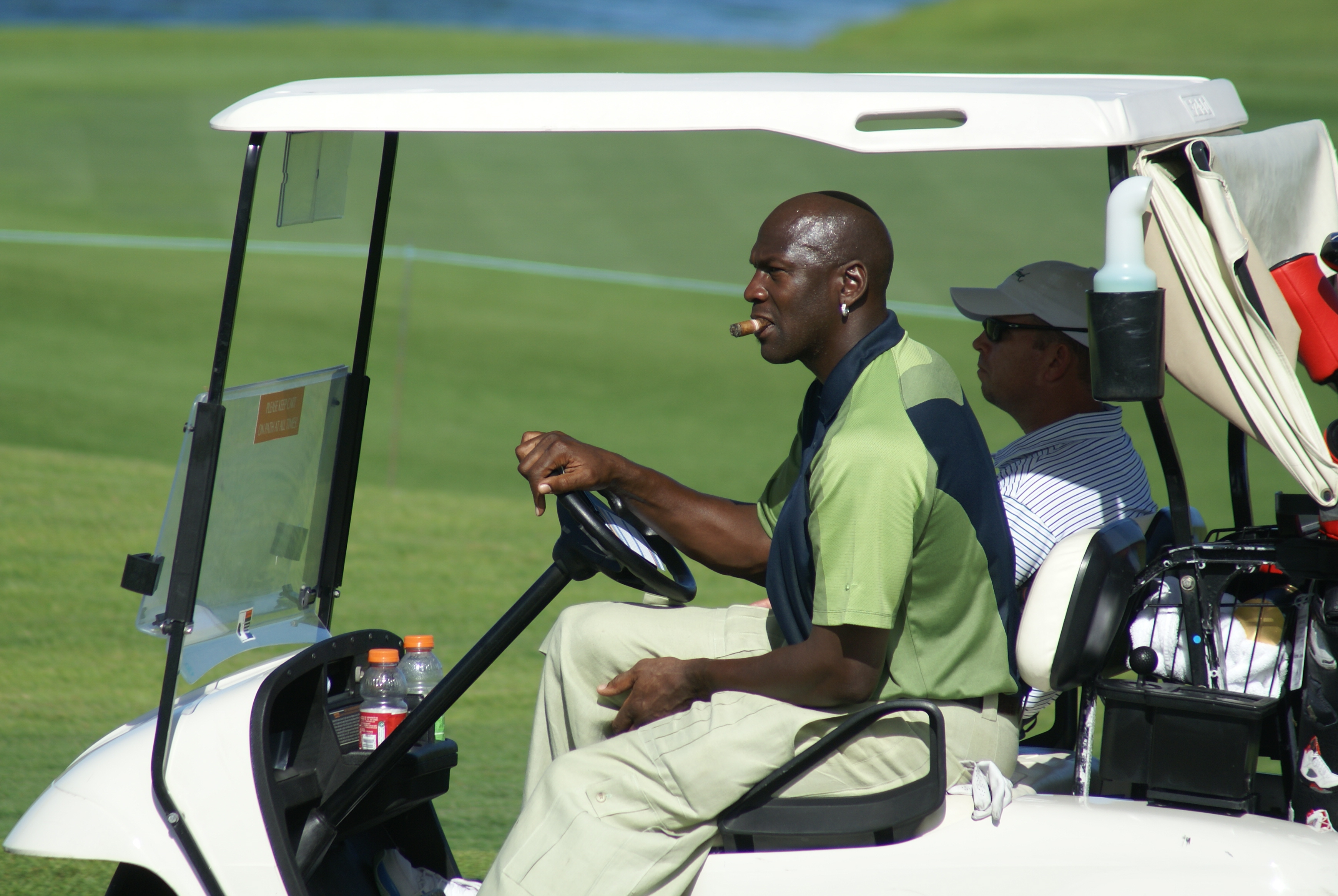
Джордан на поле для гольфа. 2007 год.

После третьего завершения карьеры Джордан собирался вернуться на предыдущую занимаемую должность директора по баскетбольным операциям в «Уизардс». Однако 7 мая 2003 года владелец команды Абэ Поллин уволил Джордана с этой должности. Джордан позже заявил, что чувствовал себя преданным и если бы он знал, что его уволят, то никогда не стал бы играть за «Уизардс».
В течение последующих лет Джордан поддерживал форму, играя в благотворительных турнирах по гольфу для знаменитостей, проводил время со своей семьёй в Чикаго. Майкл продвигал свою марку одежды Jordan, а также увлёкся мотоспортом. С 2004 года Джордан стал владельцем профессиональный команды «Майкл Джордан Моторспортс», которая участвует двумя мотоциклами Suzuki в гонках премиум-класса Superbike под эгидой Американской ассоциации мотоциклистов (АМА). В 2006 году Джордан и его жена Хуанита пожертвовали $ 5 млн францисканской средней школе Хейлс в Чикаго. 15 июня 2006 года Джордан приобрёл миноритарную долю команды «Шарлотт Бобкэтс», став вторым акционером команды после её владельца Роберта Л. Джонсона. По условиям сделки, Джордан стал президентом команды по баскетбольным операциям. Джордан настоял на том, чтобы не участвовать в маркетинговых кампаниях клуба.
Джонсон выставил команду на продажу летом 2009 года, и сразу же пошли слухи о том, что Джордан будет стремиться выкупить клуб. В феврале 2010 Джордан подтвердил свои намерения выкупить акции команды. Основными претендентами на покупку команды стали Джордан и бывший президент «Хьюстон Рокетс» Джордж Постолос. 27 февраля Джонсон достиг соглашения с Джорданом и его партнёрами по условиям продажи «Шарлотт Бобкэтс», а 17 марта Совет управляющих НБА единогласно одобрил сделку. Таким образом, Джордан стал первым бывшим игроком НБА, являющимся владельцем контрольного пакета акций клуба Лиги.
Джордан не воспринимается талантливым управленцем: его трансферная политика и использование драфт-пиков вызывают огромную долю критики. Так, на посту менеджера по баскетбольным операциям «Вашингтон Уизардс» Джордан на драфте 2001 года под общим первым номером выбрал Кваме Брауна перед такими баскетболистами, как Пау Газоль, Джо Джонсон и Тони Паркер. А на драфте 2006 года Джордан, уже как менеджер «Шарлотт Бобкэтс», под третьим номером выбрал Адама Моррисона перед такими игроками, как Брэндон Рой, Руди Гей или Рэджон Рондо.
При новом владельце «Шарлотт Бобкэтс» одержали победу лишь в 57 из 140 матчей. Лучшим достижением команды остаётся выход в плей-офф в сезоне 2009/10. 26 апреля 2012 года «Шарлотт Бобкэтс», проиграв последний матч сезона 2011/12 «Нью-Йорк Никс» со счётом 84:104, установили антирекорд НБА по количеству одержанных побед в сезоне (всего 7) — 10,6 % всех матчей. Подобный показатель — худшее соотношение побед и поражений за всю 65-летнюю историю лиги. Таким образом, на данный момент Майкл Джордан является владельцем худшей команды в истории НБА.

## Наследие

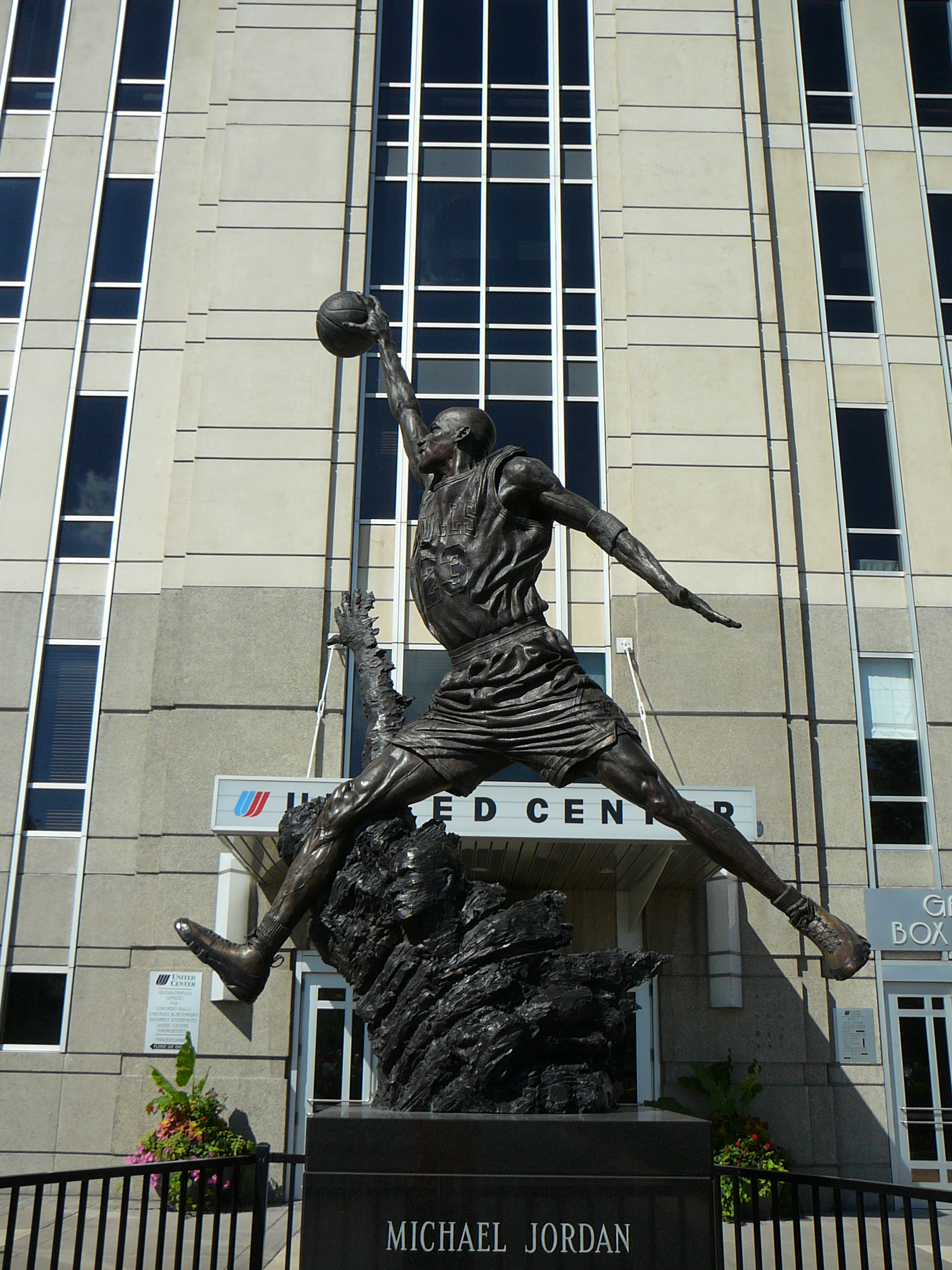
Статуя Майкла Джордана, официально известная как Дух

Согласно исследованиям, опубликованным в статье под названием «Эффект Джордана» в журнале Fortune, экономическое влияние бренда под названием «Майкл Джордан» было оценено в $ 8 миллиардов.
| «                | Есть Майкл Джордан, а затем остальные мы все. | » |
| — Мэджик Джонсон |                                               |   |

В конце 1993 года, когда Джордан первый раз объявил о завершении карьеры, владелец «Чикаго Буллз» Джерри Райнсдорф решил при входе на новый стадион «Юнайтед-центр» установить скульптуру в его честь. Созданием памятника занялась творческая супружеская чета Джули и Омри Ротблатт-Амрани. Скульптуру решено было сделать динамичной и запечатлеть Майкла в игре: Джордан парит над абстрактным силуэтом своих противников, готовясь совершить свой фирменный бросок сверху. Статуя была установлена 31 октября и представлена 1 ноября 1994 года. Баскетболиста изготовили из бронзы, а для постамента использовался чёрный гранит, общая высота — пять метров. Памятник в честь Майкла Джордана является сейчас одной из достопримечательностей Чикаго.
11 сентября 2009 года Майкл Джордан, прославленные игроки Дэвид Робинсон и Джон Стоктон, а также главный тренер «Юты Джаз» Джерри Слоун были избраны в Зал славы баскетбола. На пресс-конференции, посвящённой объявлению новых членов Зала славы, легендарный защитник «Чикаго Буллз» заявил, что огорчён тем, что включён в их список так рано:
Мне не нравится то, что буду включён в Зал славы уже сейчас, ведь это означает, что закончена баскетбольная карьера. Надеялся, что этот день настанет лет через 20 или уже после моей смерти. Да, это великое достижение и большая честь для меня. Но хочу, чтобы вы всегда думали, что я могу вернуться в баскетбол. Ведь пока эта мысль остаётся, никто не знает, что произойдёт и на что я способен.
В сентябре 2022 года баскетбольная джерси спортсмена была продана за более чем 10 млн долларов, в ней он отыграл первую игру в полуфинале сезона НБА 1998 года.

## Личная жизнь
Джордан является четвёртым из пяти детей в семье. У него два старших брата, Лари Джордан и Джеймс Р. Джордан младший, одна старшая сестра, Делорис, и младшая сестра, Рослин. Брат Джордана Джеймс вышел в отставку в 2006 году в чине команд-сержант-майора 35-й бригады XVIII воздушно-десантного корпуса армии США. Майкл женился на Хуаните Ваной (англ. Juanita Vanoy) в сентябре 1989 года и имеет трёх детей: двух сыновей, Джеффри Майкла (1988 г. р.) и Маркуса Джеймса (1990 г. р.), а также дочь Жасмин (1992 г. р.).
В 1991 году Джордан приобрёл поместье в Хайленд-Парке, штат Иллинойс (37 км от Чикаго), площадью около 3,5 гектаров, где построил особняк площадью примерно 17 тысяч квадратных метров. В доме 9 спален, 15 ванных комнат, 5 каминов, открытый теннисный корт, поле для гольфа, пруд, бассейн, 3 отдельных гаража с климат-контролем на 15 машин. С середины 1990-х годов Джордан с супругой и тремя детьми жил в этом поместье. В 2001 году на его территории был построен баскетбольный комплекс, на воротах поместья красуется номер «23». Хуанита Джордан подала на развод 4 января 2002 года, сославшись на непримиримые различия, но вскоре после этого примирилась с мужем.
21 июля 2006 года суд штата Иллинойс постановил, что Джордан не обязан выплачивать компенсацию 5 миллионов долларов бывшей тайной любовнице Карле Кнафел (англ. Karla Knafel). Джордан заплатил Кнафел 250 тыс. долларов за сохранение их отношений в тайне. Кнафел утверждала, что Джордан обещал ей 5 миллионов долларов за молчание и согласие не подавать на отцовство после того, как Кнафел узнала, что она беременна, в 1991 году. Анализ ДНК показал, что Джордан не является отцом ребёнка.
Джорданы вновь подали на развод и расторгли брак 29 декабря 2006 года, заявив, что решение было принято «взаимно и дружно». Хуанита получила $ 168 млн отступных, что сделало этот развод крупнейшим на тот момент по размеру отступных среди публичных персон. В канун Рождества 2011 года 48-летний Джордан сделал предложение 32-летней кубинской модели Иветт Прието, с которой встречался около трёх лет. Вскоре пара объявила о помолвке. 27 апреля 2013 года на Джупитер-Айленде, штат Флорида, состоялась церемония их бракосочетания.
В 2012 году поместье в Хайленд-Парке было выставлено на продажу за 29 млн долларов, что стало рекордной ценой для недвижимости в Чикаго. В конце 2012 года стало известно о покупке Джорданом особняка во Флориде, на Джупитер-Айленде — острове, где расположены дома таких знаменитостей, как гольфисты Тайгер Вудс, Гари Плейер и Ник Прайс, певцы Алан Джексон и Селин Дион, и другие. Покупка участка площадью 1,2 га и постройка особняка площадью 2,6 тыс. м² обойдётся Джордану в 12,4 млн долларов. Майкл, будучи страстным любителем сигар, намерен открыть в своём поместье кинотеатр для курильщиков, чем вызывает раздражение властей Флориды, давно борющихся с курением на территории штата.

### Дети
Оба сына Джордана учились в академии Лойола, частной римско-католической школе, расположенной в Вилметте (англ. Wilmette), штат Иллинойс. Джеффри окончил школу в 2007 году и сыграл свою первую игру за Университет Иллинойса 11 ноября 2007 года. После двух сезонов Джеффри покинул команду Иллинойса по баскетболу в 2009 году, но позже вновь присоединился к ней. Маркус перевёлся в среднюю школу Уитни Янг после второго курса и окончил её в 2009 году. Его школьная команда «Чикаго Уитни Янг» стала чемпионом штата Иллинойс. В финальной игре против «Уокиган» Маркус был самым результативным игроком, набрав 19 очков, а также реализовав 4 из 4 штрафных бросков в последние 3 минуты встречи. Он учится в университете Центральной Флориды с осени 2009 года.
11 февраля 2014 года жена Джордана родила девочек-близняшек, которым дали имена Изабель и Виктория.

## Награды и достижения

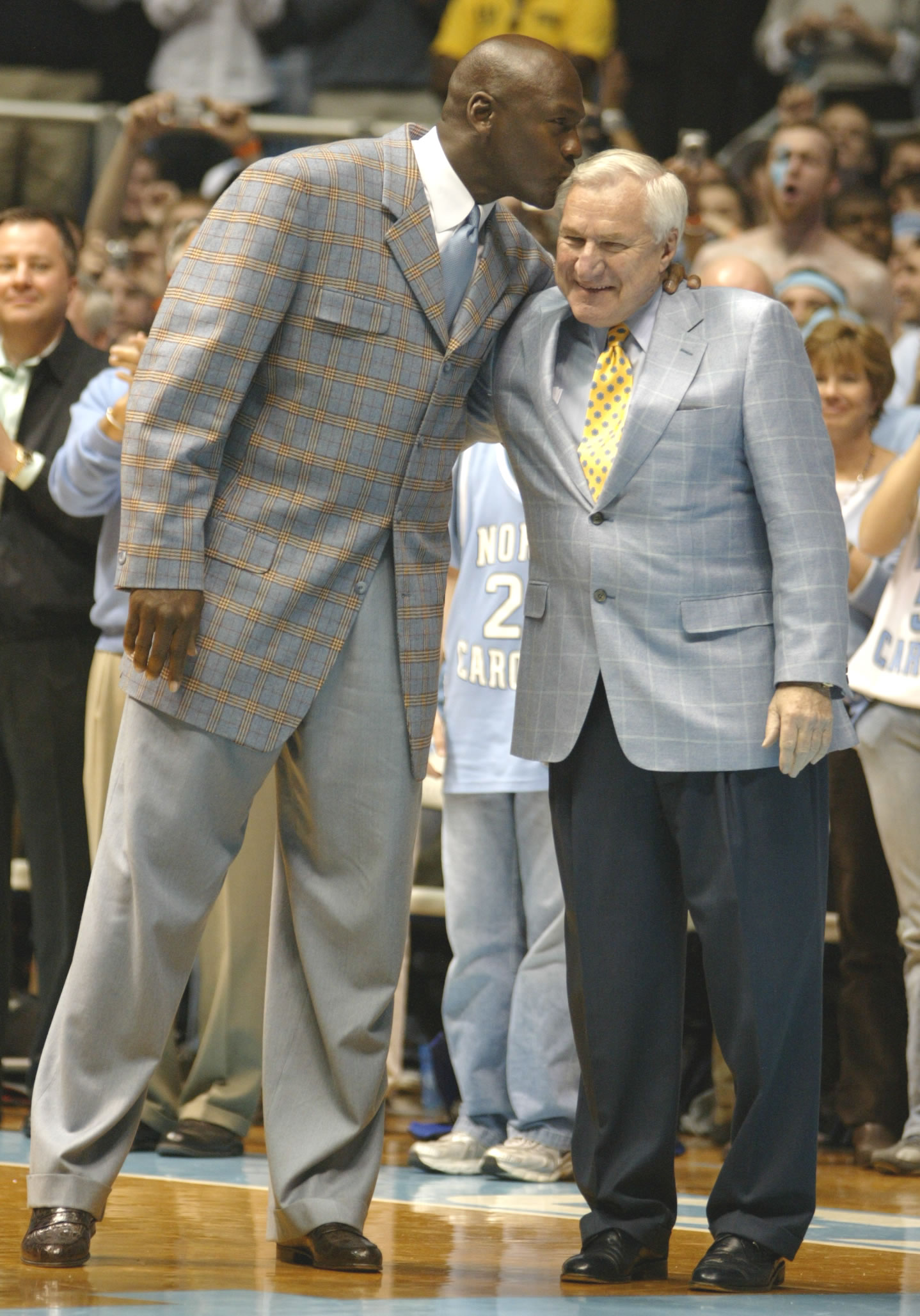
Майкл Джордан и Дин Смит на матче чествования чемпионов NCAA 1957 и 1982 годов в Университете Северной Каролины

Майкл Джордан пять раз признавался Самым ценным игроком Национальной баскетбольной ассоциации (1988, 1991, 1992, 1996, 1998), шесть раз — Самым ценным игроком финалов НБА (1991—93, 1996—98). Является шестикратным чемпионом НБА (1991—93, 1996—98), двукратным олимпийским чемпионом (1984, 1992), четырнадцать раз участвовал в Матчах всех звёзд Национальной баскетбольной ассоциации (1985—1993, 1996—1998, 2002—2003), три раза признавался самым полезным игроком Матча всех звёзд Национальной баскетбольной ассоциации (1988, 1996, 1998), 3 раза избирался на конкурс по броскам сверху (Slam Dunk Contest), двукратный чемпион конкурса по броскам сверху (1987, 1988). Является одним из двух игроков в истории баскетбола наряду с ЛеБроном Джеймсом, которому удавалось в одном сезоне стать олимпийским чемпионом, чемпионом НБА и самым ценным игроком регулярного сезона. Лидер НБА по количеству очков, набранных в среднем за игру в течение регулярного чемпионата (30,12 очков за игру) и плей-офф (33,4 очков за игру). В 1999 году был назван величайшим североамериканским спортсменом XX века по версии ESPN, был вторым после Бейба Рута (англ. Babe Ruth) в списке спортсменов века по версии Ассошиэйтед Пресс. 11 сентября 2009 года Джордан был избран в Зал славы баскетбола.
Майкл Джордан является одним из трёх американских баскетболистов, завоевавших олимпийское золото и как любитель (в 1984, став лидером сборной по результативности, набирая в среднем 17.1 очков за игру), и как профессионал (в 1992, в составе Дрим Тим). За время своих выступлений в Чикаго Майкл установил около 200 клубных рекордов, участвовал в 92 из 100 самых результативных игр в истории клуба. Среди его многочисленных спортивных титулов и достижений:
- Член Зала славы баскетбола с 2009 года
- Член Зала славы ФИБА с 2015 года
- 2-кратный Олимпийский чемпион — 1984, 1992
- 6-кратный чемпион НБА: 1991, 1992, 1993, 1996, 1997, 1998
- 6-кратный MVP финала НБА: 1991, 1992, 1993, 1996, 1997, 1998
- 5-кратный MVP регулярного сезона НБА: 1988, 1991, 1992, 1996, 1998
- 7-кратный MVP по версии журнала Sporting News
- 10-кратный лидер регулярного сезона НБА по количеству набранных очков
- 3-кратный лидер регулярного сезона НБА по перехватам
- 14-кратный участник матча всех звёзд НБА
- 3-кратный MVP Матча всех звёзд НБА: 1988, 1996, 1998
- 2-кратный Победитель конкурса по слэм-данкам: 1987, 1988
- 10 раз включён в 1-ю сборную всех звёзд НБА: 1987, 1988, 1989, 1990, 1991, 1992, 1993, 1996, 1997, 1998
- 1 раз включён во 2-ю сборную всех звёзд НБА: 1985
- 9 раз включён в 1-ю сборную звёзд защиты НБА
- Лучший оборонительный игрок НБА: 1988
- 16-кратный игрок месяца НБА
- 25-кратный игрок недели НБА
- Новичок года НБА: 1984
- Включён в 1-ю сборную новичков НБА: 1985
- 3-кратный новичок месяца НБА
- Спортсмен года по версии федерации баскетбола США: 1983, 1984
- Новичок года конференции Атлантического побережья (ACC, англ. Atlantic Coast Conference): 1982
- 2 раза включён в первую сборную звёзд NCAA[англ.]: 1983, 1984
- Игрок года конференции Атлантического побережья ACC (колледж): 1984
- Оскар Робертсон Трофи (игрок года, колледж): 1984
- Приз Нейсмита лучшему игроку года среди студентов: 1984
- Приз имени Джона Вудена: 1984
- Приз имени Адольфа Раппа: 1984
- Спортсмен года по версии журнала Sports Illustrated: 1991
- Включён в список 50 величайших игроков в истории НБА: 1996
- Назван № 1 среди 50 величайших игроков всех времён по версии журнала SLAM Magazine’s
- Назван № 1 по версии спортивного канала ESPN среди 100 величайших атлетов XX века

## Статистика

### Статистика в НБА
| Сезон                                                                                    | Команда   | Регулярный сезон | Регулярный сезон | Регулярный сезон | Регулярный сезон | Регулярный сезон | Регулярный сезон | Регулярный сезон | Регулярный сезон | Регулярный сезон | Регулярный сезон | Регулярный сезон | Серия плей-офф | Серия плей-офф | Серия плей-офф | Серия плей-офф | Серия плей-офф | Серия плей-офф | Серия плей-офф | Серия плей-офф | Серия плей-офф | Серия плей-офф | Серия плей-офф |
| Сезон                                                                                    | Команда   | GP               | GS               | MPG              | FG%              | 3P%              | FT%              | RPG              | APG              | SPG              | BPG              | PPG              | GP             | GS             | MPG            | FG%            | 3P%            | FT%            | RPG            | APG            | SPG            | BPG            | PPG            |
| ---------------------------------------------------------------------------------------- | --------- | ---------------- | ---------------- | ---------------- | ---------------- | ---------------- | ---------------- | ---------------- | ---------------- | ---------------- | ---------------- | ---------------- | -------------- | -------------- | -------------- | -------------- | -------------- | -------------- | -------------- | -------------- | -------------- | -------------- | -------------- |
| 1984/85                                                                                  | Чикаго    | 82               | 82               | 38,3             | 51,5             | 17,3             | 84,5             | 6,5              | 5,9              | 2,4              | 0,8              | 28,2             | 4              | 4              | 42,8           | 43,6           | 12,5           | 82,8           | 5,8            | 8,5            | 2,8            | 1,0            | 29,3           |
| 1985/86                                                                                  | Чикаго    | 18               | 7                | 25,1             | 45,7             | 16,7             | 84,0             | 3,6              | 2,9              | 2,1              | 1,2              | 22,7             | 3              | 3              | 45,0           | 50,5           | 100,0          | 87,2           | 6,3            | 5,7            | 2,3            | 1,3            | 43,7           |
| 1986/87                                                                                  | Чикаго    | 82               | 82               | 40,0             | 48,2             | 18,2             | 85,7             | 5,2              | 4,6              | 2,9              | 1,5              | 37,1             | 3              | 3              | 42,7           | 41,7           | 40,0           | 89,7           | 7,0            | 6,0            | 2,0            | 2,3            | 35,7           |
| 1987/88                                                                                  | Чикаго    | 82               | 82               | 40,4             | 53,5             | 13,2             | 84,1             | 5,5              | 5,9              | 3,2              | 1,6              | 35,0             | 10             | 10             | 42,7           | 53,1           | 33,3           | 86,9           | 7,1            | 4,7            | 2,4            | 1,1            | 36,3           |
| 1988/89                                                                                  | Чикаго    | 81               | 81               | 40,2             | 53,8             | 27,6             | 85,0             | 8,0              | 8,0              | 2,9              | 0,8              | 32,5             | 17             | 17             | 42,2           | 51,0           | 28,6           | 79,9           | 7,0            | 7,6            | 2,5            | 0,8            | 34,8           |
| 1989/90                                                                                  | Чикаго    | 82               | 82               | 39,0             | 52,6             | 37,6             | 84,8             | 6,9              | 6,3              | 2,8              | 0,7              | 33,6             | 16             | 16             | 42,1           | 51,4           | 32,0           | 83,6           | 7,2            | 6,8            | 2,8            | 0,9            | 36,7           |
| 1990/91                                                                                  | Чикаго    | 82               | 82               | 37,0             | 53,9             | 31,2             | 85,1             | 6,0              | 5,5              | 2,7              | 1,0              | 31,5             | 17             | 17             | 40,5           | 52,4           | 38,5           | 84,5           | 6,4            | 8,4            | 2,4            | 1,4            | 31,1           |
| 1991/92                                                                                  | Чикаго    | 80               | 80               | 38,8             | 51,9             | 27,0             | 83,2             | 6,4              | 6,1              | 2,3              | 0,9              | 30,1             | 22             | 22             | 41,8           | 49,9           | 38,6           | 85,7           | 6,2            | 5,8            | 2,0            | 0,7            | 34,5           |
| 1992/93                                                                                  | Чикаго    | 78               | 78               | 39,3             | 49,5             | 35,2             | 83,7             | 6,7              | 5,5              | 2,8              | 0,8              | 32,6             | 19             | 19             | 41,2           | 47,5           | 38,9           | 80,5           | 6,7            | 6,0            | 2,1            | 0,9            | 35,1           |
| 1994/95                                                                                  | Чикаго    | 17               | 17               | 39,3             | 41,1             | 50,0             | 80,1             | 6,9              | 5,3              | 1,8              | 0,8              | 26,9             | 10             | 10             | 42,0           | 48,4           | 36,7           | 81,0           | 6,5            | 4,5            | 2,3            | 1,4            | 31,5           |
| 1995/96                                                                                  | Чикаго    | 82               | 82               | 37,7             | 49,5             | 42,7             | 83,4             | 6,6              | 4,3              | 2,2              | 0,5              | 30,4             | 18             | 18             | 40,7           | 45,9           | 40,3           | 81,8           | 4,9            | 4,1            | 1,8            | 0,3            | 30,7           |
| 1996/97                                                                                  | Чикаго    | 82               | 82               | 37,9             | 48,6             | 37,4             | 83,3             | 5,9              | 4,3              | 1,7              | 0,5              | 29,6             | 19             | 19             | 42,3           | 45,6           | 19,4           | 83,1           | 7,9            | 4,8            | 1,6            | 0,9            | 31,1           |
| 1997/98                                                                                  | Чикаго    | 82               | 82               | 38,8             | 46,5             | 23,8             | 78,4             | 5,8              | 3,5              | 1,7              | 0,5              | 28,7             | 21             | 21             | 41,5           | 46,2           | 30,2           | 81,2           | 5,1            | 3,5            | 1,5            | 0,6            | 32,4           |
| 2001/02                                                                                  | Вашингтон | 60               | 53               | 34,9             | 41,6             | 18,9             | 79,0             | 5,7              | 5,2              | 1,4              | 0,4              | 22,9             | Не участвовал  | Не участвовал  | Не участвовал  | Не участвовал  | Не участвовал  | Не участвовал  | Не участвовал  | Не участвовал  | Не участвовал  | Не участвовал  | Не участвовал  |
| 2002/03                                                                                  | Вашингтон | 82               | 67               | 37,0             | 44,5             | 29,1             | 82,1             | 6,1              | 3,8              | 1,5              | 0,5              | 20,0             | Не участвовал  | Не участвовал  | Не участвовал  | Не участвовал  | Не участвовал  | Не участвовал  | Не участвовал  | Не участвовал  | Не участвовал  | Не участвовал  | Не участвовал  |
|                                                                                          | Всего     | 1072             | 1039             | 38,3             | 49,7             | 32,7             | 83,5             | 6,2              | 5,3              | 2,3              | 0,8              | 30,1             | 179            | 179            | 41,8           | 48,7           | 33,2           | 82,8           | 6,4            | 5,7            | 2,1            | 0,9            | 33,4           |
| Наведите курсор мыши на аббревиатуры в заголовке таблицы, чтобы прочесть их расшифровку. |           |                  |                  |                  |                  |                  |                  |                  |                  |                  |                  |                  |                |                |                |                |                |                |                |                |                |                |                |

### Статистика в NCAA
| Сезон | Команда           | Conf  | Class | GP  | GS | MPG  | FG%  | 3P%  | FT%  | RPG | APG | SPG | BPG | PPG  |
| --- | ----------------- | ----- | ----- | --- | -- | ---- | ---- | ---- | ---- | --- | --- | --- | --- | ---- |
| 1981/82 | Северная Каролина | ACC   | FR    | 34  |    | 31,7 | 53,4 |      | 72,2 | 4,4 | 1,8 | 1,2 | 0,2 | 13,5 |
| 1982/83 | Северная Каролина | ACC   | SO    | 36  |    | 30,9 | 53,5 | 44,7 | 73,7 | 5,5 | 1,6 | 2,2 | 0,8 | 20,0 |
| 1983/84 | Северная Каролина | ACC   | JR    | 31  |    | 29,5 | 55,1 |      | 77,9 | 5,3 | 2,1 | 1,6 | 1,1 | 19,6 |
| Всего | Всего             | Всего | Всего | 101 |    | 30,8 | 54,0 | 44,7 | 74,8 | 5,0 | 1,8 | 1,7 | 0,7 | 17,7 |
| Наведите курсор мыши на аббревиатуры в заголовке таблицы, чтобы прочесть их расшифровку Статистика приведена с сайта sports-reference.com |                   |       |       |     |    |      |      |      |      |     |     |     |     |      |